# هاسكل (أركنساس)
هاسكل (بالإنجليزية: Haskell, Arkansas)‏ هي مدينة تقع في مقاطعة سالين، أركنسو بولاية أركنساس في الولايات المتحدة. تبلغ مساحة هذه المدينة 12.1 (كم²)، وترتفع عن سطح البحر 91 م، بلغ عدد سكانها 2645 نسمة في عام 2000 حسب إحصاء مكتب تعداد الولايات المتحدة.

## التركيبة السكانية
حدّد مكتب تعداد الولايات المتحدة بيانات التركيبة السكانية لهاسكل في تعداد الولايات المتحدة. في ما يلي، التركيبة السكانية حسب تعدادي 2000 و2010.

### تعداد عام 2000
بلغ عدد سكان هاسكل 2,645 نسمة بحسب تعداد عام 2000، وبلغ عدد الأسر 724 أسرة وعدد العائلات 563 عائلة مقيمة في المدينة. في حين سجلت الكثافة السكانية 206.8 نسمة لكل كيلومتر مربع (535.6/ميل2). وبلغ عدد الوحدات السكنية 762 وحدة بمتوسط كثافة قدره 59.6 لكل كيلومتر مربع (154.4/ميل2).
وتوزع التركيب العرقي للمدينة بنسبة 89.07% من البيض و8.77% من الأمريكيين الأفارقة و0.72% من الأمريكيين الأصليين و0.23% من الأمريكيين ذوي الأصول الآسيوية و0.19% من الأعراق الأخرى و1.02% من عرقين مختلطين أو أكثر و1.36% من الهسبانيون أو اللاتينيون من أي عرق.
بلغ عدد الأسر 724 أسرة كانت نسبة 46% منها لديها أطفال تحت سن الثامنة عشر تعيش معهم، وبلغت نسبة الأزواج القاطنين مع بعضهم البعض 60.2% من أصل المجموع الكلي للأسر، ونسبة 12.8% من الأسر كان لديها معيلات من الإناث دون وجود شريك، بينما كانت نسبة 4.7% من الأسر لديها معيلون من الذكور دون وجود شريكة وكانت نسبة 22.2% من غير العائلات. تألفت نسبة 18.4% من أصل جميع الأسر من عدة أفراد يعيشون في نفس المنزل ونسبة 6.8% كانت تتألف من شخص يعيش بمفرده يبلغ من العمر 65 عاماً أو أكثر. وبلغ متوسط حجم الأسرة المعيشية 2.66، أما متوسط حجم العائلات فبلغ 3.03.
بلغ العمر الوسطي للسكان 36.4 عاماً. وكانت نسبة 21.8% من القاطنين تحت سن الثامنة عشر، وكانت نسبة 5.9% بين الثامنة عشر والرابعة والعشرين عاماً، ونسبة 24.2% كانت واقعةً في الفئة العمرية ما بين الخامسة والعشرين والرابعة والأربعين عاماً، ونسبة 14.7% كانت ما بين الخامسة والأربعين والرابعة والستين، ونسبة 6.3% كانت ضمن فئة الخامسة والستين عاماً فما فوق. يوجد لكل 100 أنثى 99.3 ذكر، ويوجد لكل 100 أنثى في الثامنة عشر من عمرها فما فوق 95.2 ذكر.
بلغ متوسط دخل الأسرة في المدينة 33,583 دولارًا، أما متوسط دخل العائلة فبلغ 38,438 دولارًا. وكان متوسط دخل الذكور 28,547 دولارًا مقابل 21,346 دولارًا للإناث. وسجل دخل الفرد الخاص بالمدينة 13,692 دولارًا. وكانت نسبة 12.7% من العائلات ونسبة 22.1% من السكان تحت خط الفقر، وكان من هؤلاء نسبة 18.7% تحت سن الثامنة عشر ونسبة 16.3% في الخامسة والستين من العمر وما فوق.

### تعداد عام 2010
بلغ عدد سكان هاسكل 3,990 نسمة بحسب تعداد عام 2010، وبلغ عدد الأسر 1,214 أسرة وعدد العائلات 953 عائلة مقيمة في المدينة. في حين سجلت الكثافة السكانية 312 نسمة لكل كيلومتر مربع (808.1/ميل2). وبلغ عدد الوحدات السكنية 1,305 وحدة بمتوسط كثافة قدره 102 لكل كيلومتر مربع (264.2/ميل2).
وتوزع التركيب العرقي للمدينة بنسبة 89.72% من البيض و6.59% من الأمريكيين الأفارقة و0.93% من الأمريكيين الأصليين و0.38% من الأمريكيين ذوي الأصول الآسيوية و0.10% من سكان جزر المحيط الهادئ و0.95% من الأعراق الأخرى و1.33% من عرقين مختلطين أو أكثر و2.86% من الهسبانيون أو اللاتينيون من أي عرق.
بلغ عدد الأسر 1,214 أسرة كانت نسبة 45.5% منها لديها أطفال تحت سن الثامنة عشر تعيش معهم، وبلغت نسبة الأزواج القاطنين مع بعضهم البعض 59.6% من أصل المجموع الكلي للأسر، ونسبة 13.4% من الأسر كان لديها معيلات من الإناث دون وجود شريك، بينما كانت نسبة 5.4% من الأسر لديها معيلون من الذكور دون وجود شريكة وكانت نسبة 21.5% من غير العائلات. تألفت نسبة 18.1% من أصل جميع الأسر من عدة أفراد يعيشون في نفس المنزل ونسبة 4.7% كانت تتألف من شخص يعيش بمفرده يبلغ من العمر 65 عاماً أو أكثر. وبلغ متوسط حجم الأسرة المعيشية 2.85، أما متوسط حجم العائلات فبلغ 3.20.
بلغ العمر الوسطي للسكان 33.6 عاماً. وكانت نسبة 26.7% من القاطنين تحت سن الثامنة عشر، وكانت نسبة 8.1% بين الثامنة عشر والرابعة والعشرين عاماً، ونسبة 31.8% كانت واقعةً في الفئة العمرية ما بين الخامسة والعشرين والرابعة والأربعين عاماً، ونسبة 23.7% كانت ما بين الخامسة والأربعين والرابعة والستين، ونسبة 9.7% كانت ضمن فئة الخامسة والستين عاماً فما فوق. وتوزع التركيب الجنسي للسكان بنسبة 53.8% ذكور و46.2% إناث.